# Бардаченко, Олеся Владимировна
Олеся Владимировна Бардаченко (род. 1996) — российская тхэквондистка, мастер спорта России, бронзовый призёр первенства Европы, чемпионка России.

## Карьера
Занимается тхэквондо с 8 лет. Окончила школу в 2013 года и в этом же году поступила в ПетрГУ ИФКСиТ на факультет «Безопасность жизнедеятельности и физическая культура».
Является мастером спорта России. Участница Всемирной универсиады среди студентов 2017 года в г. Тайбэй.